# Аврелий Зопир
Марк Аврелий Зопир (*Aurelios Zopyros, г/р — после 393 г.) — античный атлет, последний из известных победителей Олимпийских игр.

## Жизнеописание
О происхождении мало сведений. Возможно, вёл род от императорских вольноотпущенников, на что указывает номен Аврелий. Был греком из Афин, из спортивной семьи (его отец был атлетом, мастером кулачного боя, брат Евкарпид — участником олимпиад).
В 385 году н. э. на 291-х Олимпийских играх стал победителем в кулачном бою среди эфебов. Считается одним из последних участников Олимпийских игр, о ком есть записи, к запрету императором Феодосием I на проведение игр. На этой 293-й Олимпиаде в 393 году победил в кулачном бою среди взрослых атлетов.